# Walt Disney Pictures
Walt Disney Pictures (alternativamente también llamado simplemente Disney desde 2012) es un estudio de producción cinematográfico estadounidense y filial de Walt Disney Studios, propiedad de The Walt Disney Company. El estudio es el productor insignia de largometrajes de acción en vivo dentro de la unidad de Walt Disney Studios, y tiene su sede en Walt Disney Studios en Burbank, California. Las películas animadas producidas por Walt Disney Animation Studios y Pixar Animation Studios también se lanzan bajo el estandarte del estudio. Walt Disney Studios Motion Pictures distribuye y comercializa las películas producidas por Walt Disney Pictures. 
Disney comenzó a producir películas de acción en vivo en la década de 1950, bajo el nombre completo de la compañía, Walt Disney Productions. La división de acción en vivo tomó su nombre incorporado actual de Walt Disney Pictures en 1983, cuando Disney reorganizó toda su división de estudios; que incluyó la separación de la división de animación de largometrajes y la posterior creación de Touchstone Pictures; una división hermana responsable de producir películas para adultos no aptas para su estreno a través de Walt Disney Pictures. A finales de esa década, combinada con la producción de Touchstone Pictures, Walt Disney Pictures elevado por Walt Disney Studios como uno de los grandes estudios de cine de Hollywood.
Walt Disney Pictures es actualmente uno de los cinco estudios de películas de imagen real dentro de Walt Disney Studios, los otros siendo 20th Century Studios, Marvel Studios, Lucasfilm y Searchlight Pictures. Inside Out 2 de 2024 (animada bajo el estudio hermano Pixar) es la película más taquillera del estudio en todo el mundo con $1.6 mil millones, y Piratas del Caribe es la serie de películas más exitosa del estudio, con cinco películas que recaudaron un total de más de $4.5 mil millones en taquilla mundial.

## Historia

### Inicios
El predecesor del estudio (y de la actual The Walt Disney Company en su conjunto) fue fundado como Disney Brothers Cartoon Studio, por el cineasta Walt Disney y su socio comercial y hermano, Roy, en 1923.
La creación de Mickey Mouse y los cortometrajes y productos posteriores generaron ingresos para el estudio, que pasó a llamarse The Walt Disney Studio en el Hyperion Studio en 1926.

### Walt Disney Productions

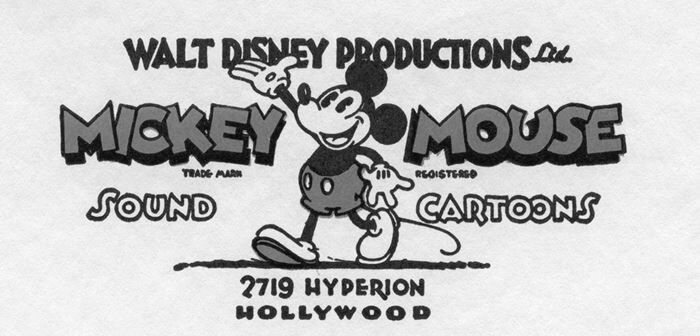
Logo del estudio presentando la serie de cortos Mickey Mouse.

En 1929, pasó a llamarse nuevamente Walt Disney Productions. La racha de éxito del estudio continuó en la década de 1930, culminando con el lanzamiento en 1937 de la primera película animada, Snow White and the Seven Dwarfs, que se convierte en un gran éxito financiero. Con las ganancias del largometraje, Walt se mudó a un tercer estudio en Burbank, California.
En la década de 1940, Disney comenzó a experimentar con películas de acción en vivo de larga duración, con la introducción de películas híbridas animadas de acción en vivo como El dragón chiflado (1941) y Canción del sur (1946). Esa misma década, el estudio comenzó a producir documentales sobre la naturaleza con el lanzamiento de Seal Island (1948), el primero de la serie True-Life Adventures y un ganador posterior del Premio de la Academia al Mejor Cortometraje de Acción en vivo.
Walt Disney Productions tuvo su primera película de imagen real en 1950 con el lanzamiento de La isla del tesoro, considerada por Disney como la concepción oficial de lo que eventualmente evolucionaría en lo que hoy es Walt Disney Pictures. Para 1953, la compañía finalizó sus acuerdos con distribuidores externos como RKO Radio Pictures y United Artists y formó su propia compañía de distribución, Buena Vista Distribution.

### Walt Disney Pictures

#### 1983–1999

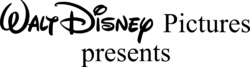
Logo utilizado para el marketing de las películas desde 1986 hasta 1998. También fue utilizado para la presentación de películas de Pixar de 1995 a 2007.

La división se incorporó como Walt Disney Pictures el 1 de abril de 1983, para diversificar los temas de las películas y expandir el público para los lanzamientos de sus películas. En abril de 1983, Richard Berger fue contratado por el CEO de Disney, Ron W. Miller, como presidente de la división de películas. Miller comenzó con Touchstone Films en febrero de 1984 como una etiqueta para sus películas con clasificación PG con una mitad esperada de la lista anual de películas de 6 a 8 películas de Disney, que se lanzarían bajo la etiqueta. Berger fue expulsado cuando se nombró un nuevo CEO para Walt Disney Productions más tarde en 1984, cuando Michael Eisner trajo a su propio jefe de cine, Jeffrey Katzenberg. Touchstone y Hollywood Pictures se formaron dentro de esa unidad el 15 de febrero de 1984 y el 1 de febrero de 1989, respectivamente.
La pancarta Touchstone Films fue utilizada por el entonces nuevo CEO de Disney, Michael Eisner, en la temporada televisiva de 1984-85 con el efímero western, Wildside. En la próxima temporada, Touchstone produjo un éxito en The Golden Girls.
David Hoberman fue ascendido a presidente de producción en Walt Disney Pictures en abril de 1988. En abril de 1994, Hoberman fue ascendido a presidente de películas en Walt Disney Studios y David Vogel lo reemplazó como presidente de Disney. Vogel agregó la posición de Hollywood Pictures en 1997, luego fue promovido en 1998 para encabezar todas las unidades de cine de imagen real como presidente del Buena Vista Motion Pictures Group.

#### 2000–presente

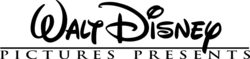
Logo utilizado para el marketing de las películas desde 1998 hasta 2007.

Después de dos películas basadas en atracciones de los Parques Disney, Walt Disney Pictures lo seleccionó como fuente de una línea de películas que comienzan con The Country Bears en 2002, y dos en 2003, The Haunted Mansion y Pirates of the Caribbean: The Curse of the Black Pearl. La última película lanzó una serie de películas que fue seguida por cuatro secuelas, con la franquicia recaudando más de $5.4 mil millones en todo el mundo desde 2003 hasta 2017.

Logotipo del estudio usado desde 2008 hasta 2012.

En 2010, Sean Bailey fue nombrado presidente del estudio de producción de acción en vivo. Bajo el liderazgo de Bailey y con el apoyo del CEO de Disney, Bob Iger, y más tarde el presidente de Walt Disney Studios, Alan Horn, Walt Disney Pictures siguió una estrategia cinematográfica que incluyó una lista ampliada de películas originales y adaptativas de gran presupuesto. Al mismo tiempo, Disney estaba luchando con las películas con calisficación PG-13 fuera de la serie Piratas del Caribe, con películas como John Carter (2012) y El Llanero Solitario (2013). convirtiéndose en grandes bombas en la taquilla. Sin embargo, el estudio encontró un éxito particular con las adaptaciones de acción real de los clásicos animados, que comenzaron con el éxito comercial de Alicia en el país de las maravillas (2010), que se convirtió en la segunda película que recaudó más de $1000 millones en la historia del estudio. Con el éxito continuo de Maléfica (2014) y Cenicienta (2015), el estudio vio el potencial de estas adaptaciones en imagen real y continuó con una tendencia de películas similares, que siguió con El libro de la selva (2016) y La bella y la bestia (2017), para julio de 2016, Disney había anunciado el desarrollo de casi dieciocho de estas películas que consistían en secuelas de las adaptaciones existentes, historias de origen y precuelas. Disney identificó esta línea como "Disney Fairy Tale" en su anuncio ampliado el 8 de octubre de 2015, con cuatro programados sin títulos adjuntos. Adaptaciones literarias como The BFG (2016) y A Wrinkle in Time (2018) también fueron éxitos en taquilla. A pesar del renovado enfoque en este tipo de películas, el estudio continuó produciendo películas exitosas de menor presupuesto, como The Muppets (2011), Saving Mr. Banks (2013) o Into the Woods (2014).
Walt Disney Pictures también dio otro impulso a las adaptaciones de las atracciones de parques temáticos en la década de 2010. Tomorrowland fue la primera en basarse libremente en un área de un parque temático, se estrenó en 2015. Otras películas anunciadas han incluido adaptaciones de Haunted Mansion, Mr. Toad's Wild Ride, It's a Small World, Tower of Terror y Jungle Cruise.

## Filmografía
La primera película de acción en vivo del estudio fue La isla del tesoro (1950). Walt Disney Pictures también estrena películas animadas producidas por Walt Disney Animation Studios y Pixar. El estudio ha lanzado cuatro películas que han obtenido una nominación a mejor película por los Premios de la Academia: Mary Poppins (1964), La bella y la bestia (1991), Up (2009) y Toy Story 3 (2010).

### Películas más taquilleras del estudio
Walt Disney Pictures ha producido seis películas que han recaudado más de $1000 millones USD en la taquilla mundial: Pirates of the Caribbean: Dead Man's Chest (2006), Alicia en el país de las maravillas (2010), Pirates of the Caribbean: On Stranger Tides (2011), La bella y la bestia (2017), Aladdin (2019), y El rey león (2019); y ha lanzado ocho películas animadas que han alcanzado esa cantidad: Toy Story 3 (2010), Frozen (2013), Zootopia (2016), Buscando a Dory (2016), Los Increíbles 2 (2018), Toy Story 4 (2019), Frozen II (2019) e Inside Out 2 (2024).
El color de fondo       indica que la película todavía está en exhibición en el presente año de consulta.
| #  | Película                                   | Taquilla (Estados Unidos) | Taquilla (fuera de EE UU ) | Recaudación mundial | Presupuesto  | Año de estreno | Director(es)              |
| -- | ------------------------------------------ | ------------------------- | -------------------------- | ------------------- | ------------ | -------------- | ------------------------- |
| 1  | Inside Out 2                               | $652,980,194              | $1,044,112,686             | $1,697,092,880      | $200 000 000 | 2024           | Kelsey Mann               |
| 2  | El Rey León                                | $543 638 043              | $1 113 183 607             | $1 656 821 650      | $260 000     | 2019           | Jon Favreau               |
| 3  | Frozen                                     | $400 738 009              | $875 742 326               | $1 279 852 693      | $150 000 000 | 2013           | Chris Buck y Jennifer Lee |
| 4  | La bella y la bestia                       | $504 014 165              | $759 506 961               | $1 263 521 126      | $160 000 000 | 2017           | Bill Condon               |
| 5  | Frozen II                                  | $430 098 939              | $798 395 876               | $1 228 494 815      | $150 000 000 | 2019           | Chris Buck y Jennifer Lee |
| 6  | Los Increíbles 2                           | $608 581 744              | $634 223 615               | $1 209 195 470      | $200 000 000 | 2018           | Brad Bird                 |
| 7  | Toy Story 4                                | $434 038 008              | $639 356 585               | $1 073 394 593      | $200 000 000 | 2019           | Josh Cooley               |
| 8  | Toy Story 3                                | $415 004 880              | $651 964 823               | $1 066 969 703      | $200 000     | 2010           | Lee Unkrich               |
| 9  | Pirates of the Caribbean: Dead Man's Chest | $423 315 812              | $642 863 913               | $1 066 179 725      | $225 000 000 | 2006           | Gore Verbinski            |
| 10 | Aladdin                                    | $355 559 216              | $695 134 737               | $1 050 693 953      | $183 000 000 | 2019           | Guy Ritchie               |